# Liste der Landwirtschafts- und Weinbauminister von Rheinland-Pfalz
Dieser Artikel enthält eine Liste der Minister für Landwirtschaft und Weinbau von Rheinland-Pfalz.

## Landwirtschafts- und Weinbauminister Rheinland-Pfalz (seit 1946)
| Name                                                                | Amtsantritt                                                                         | Kabinett                                                               | Partei                                    |
| Minister für Landwirtschaft und Ernährung                           | Minister für Landwirtschaft und Ernährung                                           | Minister für Landwirtschaft und Ernährung                              | Minister für Landwirtschaft und Ernährung |
| ------------------------------------------------------------------- | ----------------------------------------------------------------------------------- | ---------------------------------------------------------------------- | ----------------------------------------- |
| Oskar Stübinger                                                     | 3. Dezember 1946                                                                    | Boden I                                                                | CDU                                       |
| Minister für Ernährung, Wirtschaft und Finanzen                     |                                                                                     |                                                                        |                                           |
| Oskar Stübinger                                                     | 13. Juni 1947                                                                       | Boden II                                                               | CDU                                       |
| Minister für Landwirtschaft, Ernährung und Forsten                  |                                                                                     |                                                                        |                                           |
| Oskar Stübinger                                                     | 9. Juli 1947                                                                        | Altmeier I                                                             | CDU                                       |
| Minister für Landwirtschaft, Weinbau und Forsten                    |                                                                                     |                                                                        |                                           |
| Oskar Stübinger                                                     | 13. Dezember 1949 13. Juni 1951 1. Juni 1955 19. Mai 1959 18. Mai 1963 18. Mai 1967 | Altmeier I Altmeier II Altmeier III Altmeier IV Altmeier V Altmeier VI | CDU                                       |
| Otto Meyer                                                          | 30. April 1968 19. Mai 1969                                                         | Altmeier VI Kohl I                                                     | CDU                                       |
| Minister für Landwirtschaft, Weinbau und Umweltschutz               |                                                                                     |                                                                        |                                           |
| Otto Meyer                                                          | 18. Mai 1971 20. Mai 1975 2. Dezember 1976                                          | Kohl II Kohl III Vogel I                                               | CDU                                       |
| Minister für Landwirtschaft, Weinbau und Forsten                    |                                                                                     |                                                                        |                                           |
| Otto Meyer                                                          | 18. Mai 1979 18. Mai 1983                                                           | Vogel II Vogel III                                                     | CDU                                       |
| Dieter Ziegler                                                      | 23. Mai 1985 23. Juni 1987 8. Dezember 1988                                         | Vogel III Vogel IV Wagner                                              | CDU                                       |
| Werner Langen                                                       | 21. Juni 1990                                                                       | Wagner                                                                 | CDU                                       |
| Karl Schneider                                                      | 21. Mai 1991                                                                        | Scharping                                                              | SPD                                       |
| Minister für Wirtschaft, Verkehr, Landwirtschaft und Weinbau        |                                                                                     |                                                                        |                                           |
| Rainer Brüderle                                                     | 26. Oktober 1994 20. Mai 1996                                                       | Beck I Beck II                                                         | FDP                                       |
| Hans-Artur Bauckhage                                                | 12. November 1998 18. Mai 2001                                                      | Beck II Beck III                                                       | FDP                                       |
| Hendrik Hering                                                      | 18. Mai 2006                                                                        | Beck IV                                                                | SPD                                       |
| Minister für Umwelt, Landwirtschaft, Ernährung, Weinbau und Forsten |                                                                                     |                                                                        |                                           |
| Ulrike Höfken                                                       | 18. Mai 2011 16. Januar 2013                                                        | Beck V Dreyer I                                                        | Grüne                                     |
| Minister für Wirtschaft, Verkehr, Landwirtschaft und Weinbau        |                                                                                     |                                                                        |                                           |
| Volker Wissing                                                      | 18. Mai 2016                                                                        | Dreyer II                                                              | FDP                                       |
| Daniela Schmitt                                                     | 18. Mai 2021 10. Juli 2024                                                          | Dreyer III Schweitzer                                                  | FDP                                       |